# حديث متصل
الحديث المتصل أو الحديث الموصول هو كل حديث نُقل متنه إلينا بسند متصل، وهو السند الذي اتصل فيه كل راو بمن فوقه حتى ينتهوا إلى قائل المتن دون أن يسقط أحد من الرواة، والاتصال والانقطاع من صفات السند، ويُمثِل اتصال السند أول شرط من شروط الحديث المقبول بنوعيه (الصحيح والحسن)، فإنْ فَقَدَ السند صفة الاتصال سُمي الحديث حديثا منقطعا.
وقائل المتن قد يكون رسول الله ﷺ فيُسمى المتن متنا مرفوعا، وقد يكون الصحابي فيُسمى المتن متنا موقوفا، وقد يكون التابعي فيُسمى المتن متنا مقطوعا.

## أمثلة الحديث المتصل

### مثال الحديث المتصل المرفوع
فالسند هنا متصل لأن كل راو أخذ الحديث عمن فوقه حتى انتهوا إلى قائل المتن دون أن يسقط منهم أحد، والمتن هنا مرفوع لأن القائل هو رسول الله ﷺ، ويُسمى هذا النوع بالحديث المسند.

### مثال الحديث المتصل الموقوف
فالسند هنا متصل لأن كل راو أخذ الحديث عمن فوقه حتى انتهوا إلى قائل المتن دون أن يسقط منهم أحد، والمتن هنا موقوف لأن القائل هو الصحابي عبد الله بن عمر .

### مثال الحديث المتصل المقطوع
فالسند هنا متصل لأن كل راو أخذ الحديث عمن فوقه حتى انتهوا إلى قائل المتن دون أن يسقط منهم أحد، والمتن هنا مقطوع لأن القائل هو التابعي سعيد بن المسيب، والأولى أن يُخصص هذا النوع من الحديث نسبته إلى التابعي الذي قاله، فيُقال هنا حديث متصل إلى سعيد بن المسيب.

## وصلات خارجية
- كتب الحديث في موقع الإسلام
- مكتبة مشكاة
- مكتبة صيد الفوائد
- لمحة عن تاريخ علم الحديث من إسلام أونلاين
- مكتبة الحديث النبوي الشريف
- الإحكام في الأحكام